# Elezioni generali in Tanzania del 1995
Le elezioni generali in Tanzania del 1995 si tennero il 29 ottobre per l'elezione del Presidente e il rinnovo del Parlamento.

## Risultati

### Elezioni presidenziali
| Benjamin Mkapa  | Chama Cha Mapinduzi                                 | 4 026 422 | 61,82 |  |  |  |  |  |
| Augustine Mrema | Partito della Riforma e della Costruzione Nazionale | 1 808 616 | 27,77 |  |  |  |  |  |
| Ibrahim Lipumba | Fronte Unito Civico                                 | 418 973   | 6,43  |  |  |  |  |  |
| John Cheyo      | Partito Democratico Unito                           | 258 734   | 3,97  |  |  |  |  |  |
| Totale          | Totale                                              | 6 512 745 | 100   |  |  |  |  |  |
|                 |                                                     |           |       |  |  |  |  |  |
| Voti non validi | Voti non validi                                     | 333 936   | 4,88  |  |  |  |  |  |
| Votanti         | Votanti                                             | 6 846 681 | 76,67 |  |  |  |  |  |
| Elettori        | Elettori                                            | 8 929 969 |       |  |  |  |  |  |

### Elezioni parlamentari
| Liste                                               | Voti      | %     | Seggi |
| --------------------------------------------------- | --------- | ----- | ----- |
| Chama Cha Mapinduzi                                 | 3 814 206 | 59,22 | 186   |
| Partito della Riforma e della Costruzione Nazionale | 1 406 343 | 21,83 | 16    |
| Partito della Democrazia e dello Sviluppo           | 396 825   | 6,16  | 3     |
| Fronte Unito Civico                                 | 323 432   | 5,02  | 24    |
| Partito Democratico Unito                           | 213 547   | 3,32  | 3     |
| Alleanza Democratica di Tanzania                    | 76 636    | 1,19  | –     |
| Alleanza della Ricostruzione Nazionale              | 60 707    | 0,94  | –     |
| Unione per la Democrazia Multipartitica             | 41 257    | 0,64  | –     |
| Partito Laburista di Tanzania                       | 27 963    | 0,43  | –     |
| Lega Nazionale per la Democrazia                    | 26 666    | 0,41  | –     |
| Partito Democratico Unito del Popolo                | 19 841    | 0,31  | –     |
| Partito Nazionale Popolare                          | 18 155    | 0,28  | –     |
| Partito Progressista di Tanzania                    | 15 335    | 0,24  | –     |
| Totale                                              | 6 440 913 | 100   | 232   |